# Osiecznica (rzeka)
Osiecznica (pot. Oszczynica) – rzeka będąca lewobrzeżnym dopływem Warty o długości 37,5 km i powierzchnią zlewni 293,7 km².

## Historia
Osiecznicę ze wzmianek historycznych, najpewniej można identyfikować ze strugą widoczną na mapach topograficznych z roku 1950, jako jedną ze strug bez nazwy, przecinających na wschód od Sierakowa drogę do Poznania, a wypływających z północnego krańca Jeziora Lutomskiego.
W 1424 roku w ugodzie między Małgorzatą z Sierakowa i Wierzbietą z Rozbitka, a Dobrogostem z Sierakowa postanowiono m.in., że cała struga Osszecznicza i stojący na niej młyn Ryczywół, ma przynależeć do dóbr Sierakowa, a poszczególni jego współwłaściciele mają posiadać części strugi i młyna proporcjonalnie do wielkości swoich części w Sierakowie.
W 1432 roku pełnomocnicy Femy, żony Wierzbięty z Sierakowa oraz Bodzęty i Jana z Lutomia zgadzają się przyjąć woźnego, który m.in. wbije nowy pal (obok starego) w strugę jako kopiec graniczny między Sierakowem a Lutomiem.
W roku 1435, Jan z Sierakowa z braćmi, wygrywa proces z Bodzętą i Janem z Lutomia, którzy bez porozumienia z Janem z Sierakowa wbili w strugę Ossyeczna pal graniczny. Wyrok nakazuje oskarżonym zapłacić karę i usunąć wspomniany pal. W roku 1443 na mocy ugody Wierzbięta i jego małżonka mają odstąpić Wincentemu i Jakubowi dziedzicom w Sierakowie m.in. 3 części młyna zwanego Ryczywół, stojącego na strudze Ossyecznicza, a także 3 części tej strugi. W 1640 roku do szpitala Św. Ducha w Sierakowie należy rola czyli ostrów koło Osiesnicy, za mostem po lewej stronie drogi do Poznania, zaś w 1781 roku do kościoła parafialnego w Sierakowie należy pole koło strugi Osiesznica, leżące pomiędzy drogą do Poznania a polem uczc. Tomasza Wagnera.

### Hydronimia
W czasach historycznych rzeka nosiła różne nazwy:
- 1424 - Osszecznicza
- 1435 - Ossyeczna,
- 1443 - Ossyecznicza,
- 1640 - Osiesnica,
- 1781 - Osiesznica.

## Przebieg rzeki

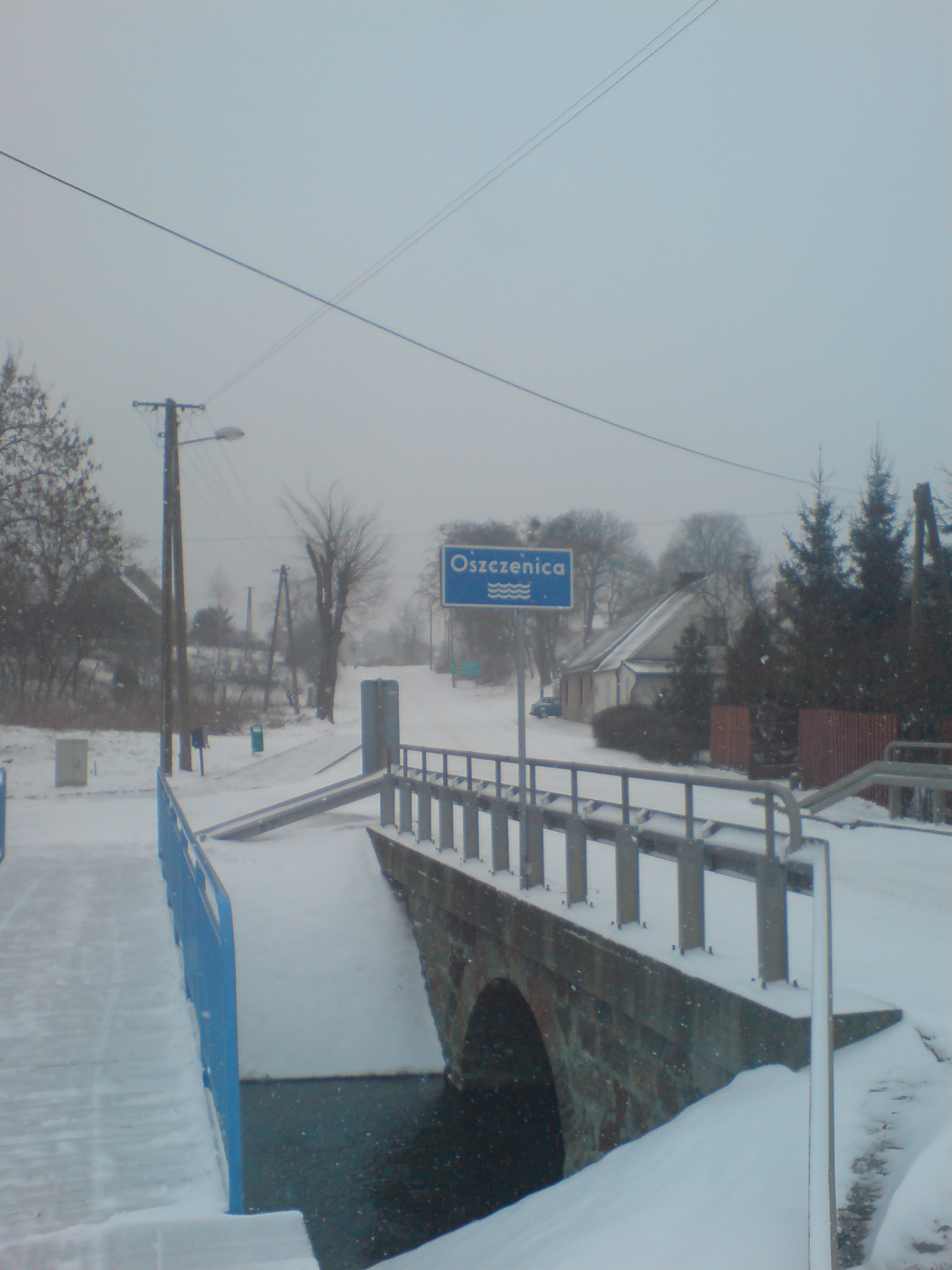
Osiecznica w Chrzypsku Wielkim

Wypływa z jeziora Lubocześnickiego, położonego we wsi o tej samej nazwie, uchodząc do Warty powyżej Sierakowa. W zlewni znajduje się wiele jezior, do największych należą: Białcz Wielki, Jez. Wielkie, Jez. Chrzypskie i Jez. Lutomskie. Większość terenów zlewni włączono w obręb Sierakowskiego Parku Krajobrazowego. Obszar zlewni w dużej mierze wykorzystywany jest do celów rekreacyjnych. Intensywne użytkowanie gruntów wpłynęło na uznanie zlewni jezior Chrzypskiego i Radziszewskiego za wrażliwe na zanieczyszczenie związkami azotu ze źródeł rolniczych. Obok spływów powierzchniowych potencjalnym źródłem zanieczyszczenia są fermy trzody chlewnej oraz liczne zakłady rolne. Stan wody znacznie się poprawił po dokonaniu remontu i modernizacji oczyszczalni ścieków w Chrzypsku Wielkim.